# جيانيس ديرمتساكيس
جيانيس ديرمتساكيس (باليونانية: Γιάννης Δερμιτζάκης)‏ هو لاعب كرة قدم يوناني، ولد في 5 نوفمبر 1992 في كاندية في اليونان. لعب مع إيرغوتيليس.